# Alphonse Alkan
Alphonse Alkan (Parigi, 13 febbraio 1809 – Neuilly-sur-Seine, 18 giugno 1889) è stato un editore francese.
La sua collezione di stampe e incunaboli dell'epoca andò persa. Tra le sue opere più note citiamo Les Femmes Compositrices d'Imprimerie sous la Révolution Française de 1794, par un Ancien Typographe, 1862 (anonymous); Les Graveurs de Portraits en France, 1879; Documents pour Servir à l'Histoire de la Librairie Parisienne, 1879; Les Livres et Leurs Ennemis, 1883; Les Etiquettes et les Inscriptions des Boîtes-Volumes de Pierre Jannet, Fondateur de la Bibliothèque Elzéverienne, 1883; Edouard René Lefèbvre de Laboulaye, un Fondeur en Caractères, Membre de l'Institut, 1886; Berbignier et SonLivre: les Farfadets, 1889; Les Quatre Doyens de la Typographie Parisienne, 1889.